# Colmenar de Montemayor
Colmenar de Montemayor es un municipio y localidad española de la provincia de Salamanca, en la comunidad autónoma de Castilla y León. Se integra dentro de la comarca de la Sierra de Béjar. Pertenece al partido judicial de Béjar.
Su término municipal está formado por un solo núcleo de población, ocupa una superficie total de 39,98 km² y según los datos demográficos recogidos en el padrón municipal elaborado por el INE en el año 2017, cuenta con una población de 187 habitantes.
Limita al noroeste con el municipio de Pinedas, al noreste con Cristóbal de la Sierra, al este con los municipios de Horcajo de Montemayor y Aldeacipreste, al suroeste, con el municipio de Valdelageve, y al oeste, con el municipio de Sotoserrano.

## Geografía
El término municipal de Colmenar se ubica en las estribaciones de la Sierra de Béjar; donde forma importantes alturas que se conforman con el cerro Felipe, el punto culminante del municipio con unos 925 metros de altura; que se ubica al norte del municipio. Otros cerros que podemos encontrar son los de Cañadas y Hondas, también al norte del término municipal; la cabeza de Juan Toro, haciendo límite con el municipio de Horcajo de Montemayor, y Peña Elvira; que se ubica en sus laderas la cabecera del municipio. El suelo que conforma el municipio está formado por rocas compactas —granito, basalto— que data del Silúrico, que durante miles de años, todos estos materiales rocosos se compactarían formando pizarras, cuarzitas y areniscas; haciendo un suelo impermeable que es perfecto mientras llueve. Entonces, los ríos Cuerpo de Hombre y Sangusín; empezarían a horadar el suelo, formando unos grandes y espectaculares cañones de gran interés geológico.

### Hidrografía
Como se ha mencionado antes; el municipio se ubica entre los desfiladeros que formas los ríos Cuerpo de Hombre y Sangusín. Cuerpo de Hombre se ubica al suroeste, haciendo de límite con Valdegelave; mientras que el Sangusín forma un desfiladero más profundo, limitando con Cristóbal. En el término municipal, cruza dos arroyos de gran importancia de Colmenar: el Castañar y Valdespino. El del Castañar es afluente del Sangusín, que forma un valle cerrado mirando su cuenca hacia noreste, dirigiéndose hacia Horcajo de Montemayor; este arroyo nace en el paraje del Madroño, bajo Peña Elvira. El de Valdespino; es afluente del río Alagón, nace en el centro del pueblo, y baja por un enorme y extenso valle que mira hacia el noroeste.

### Clima
Predomina un clima mediterráneo típico de montaña, donde tienes unos inviernos muy duros y unos veranos bastante suaves, y suele llover con abundancia. Aquí, los vientos circulan de norte y sur.

## Historia

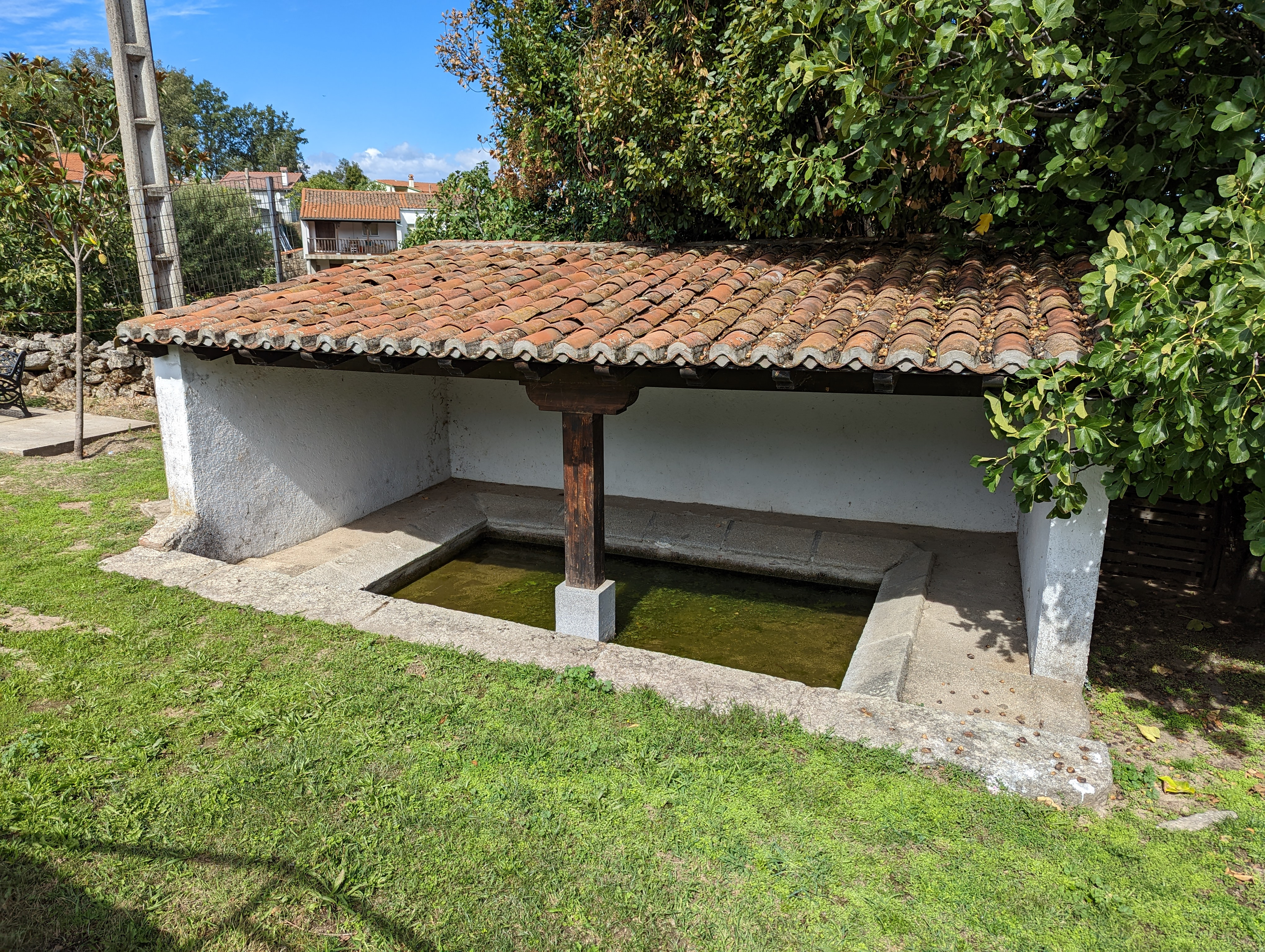
Lavadero

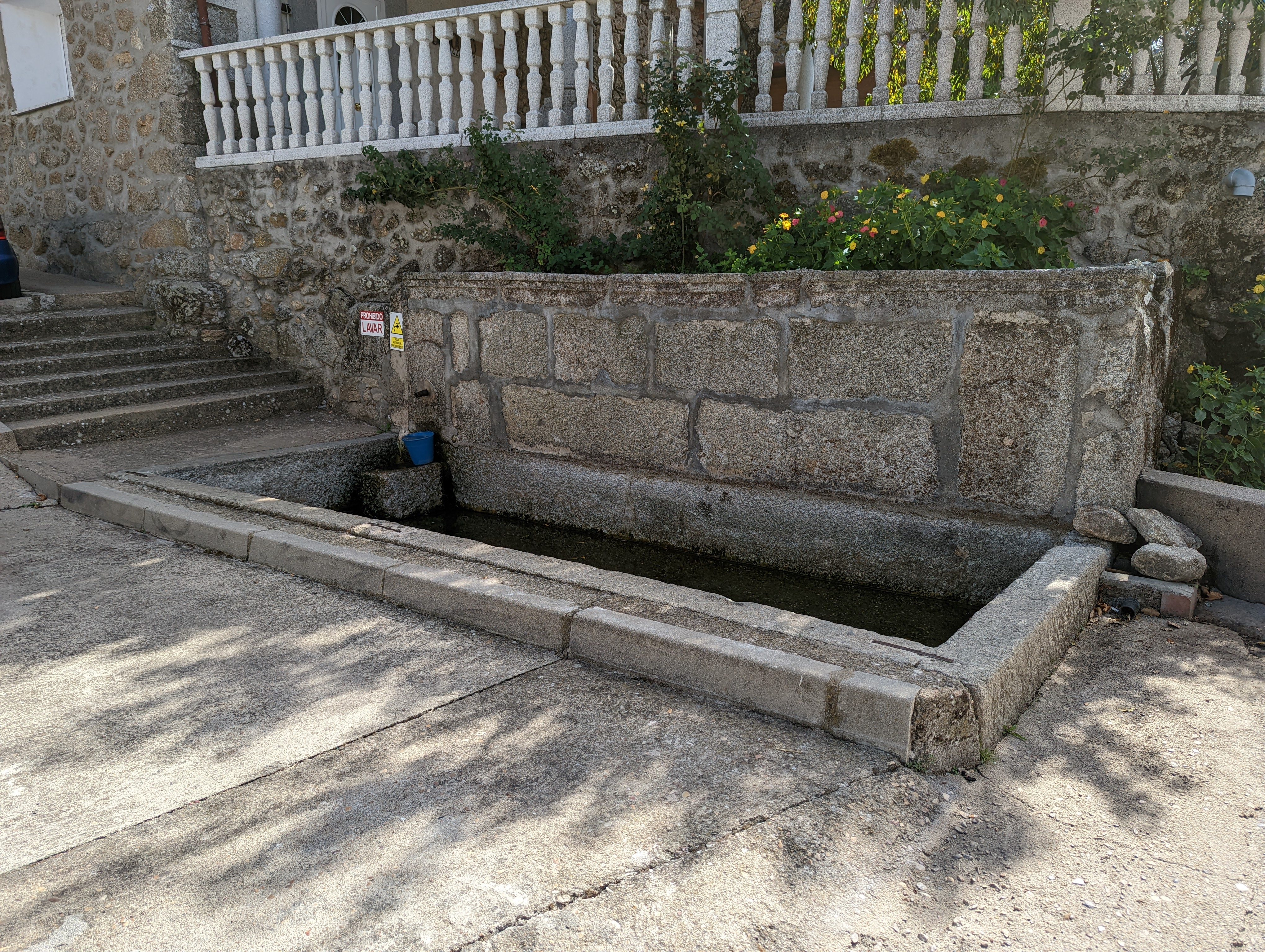
Fuente

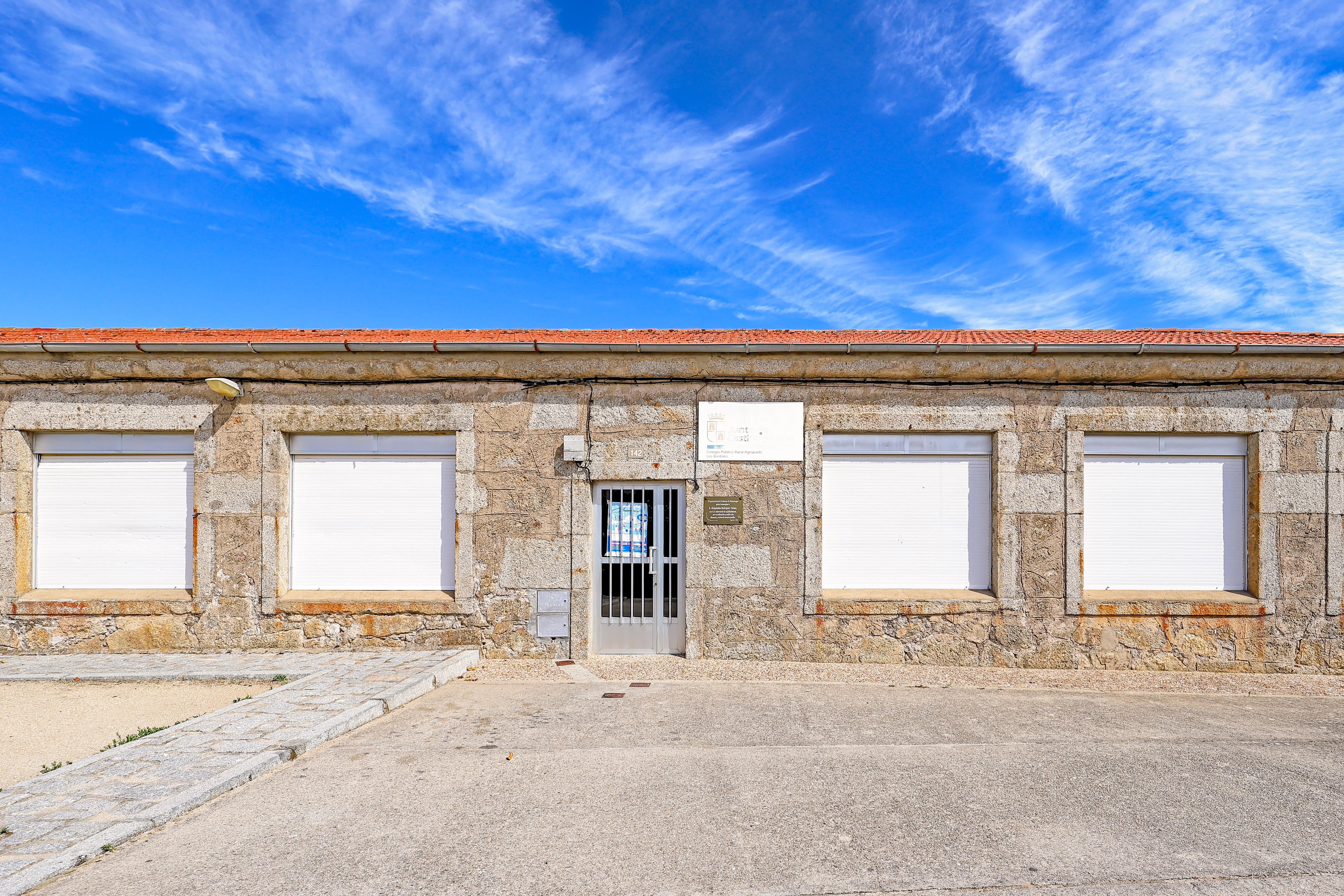
Colegio Los Bardales

La fundación de Colmenar se remonta a la repoblación llevada a cabo por el rey Alfonso IX de León en torno a 1227, cuando este monarca creó el concejo de Montemayor del Río, en el que quedó integrado, dentro del Reino de León, hecho del que toma su apellido "de Montemayor" la localidad. El origen toponímico de "Colmenar" podría tener su origen en la existencia o asentamiento numeroso de colmenas en el entorno de la localidad, hecho que habría dado origen al nombre del pueblo.
Desde el siglo XVI y hasta el XIX varios frailes agustinos habitaron la localidad, teniendo su congregación propiedades tanto urbanas como rústicas en Colmenar, entre ellos la ermita que erigieron en honor a la Virgen de la Consolación, que fue abandonada en el siglo XIX, cuando los agustinos tuvieron que abandonar la localidad.
Con la creación de las actuales provincias en 1833, Colmenar de Montemayor quedó integrado en la provincia de Salamanca, dentro de la Región Leonesa.
Ya en el siglo XX, y aunque Colmenar no fue frente de guerra en la guerra civil española, sí que vivió un acontecimiento sangriento en la misma, ya que el maestro de la localidad, Melquiades Rodríguez Tocino, fue secuestrado y fusilado el 8 de agosto de 1936, acusado de rojo. En agosto de 2012 el ayuntamiento de Colmenar dedicó una placa conmemorativa a su memoria.
En enero de 1946, en el contexto de la posguerra española, una partida de la guerrilla antifranquista se internó en Colmenar de Montemayor, hecho que motivó el apresamiento por parte de la Guardia Civil del secretario del ayuntamiento, al que se acusó de colaborador necesario. Finalmente, la intercesión por él de más de una treintena de vecinos logró su liberación tras veintiún días preso.

## Geografía humana

### Demografía
Cuenta con una población de 173 habitantes (INE 2024).
| Gráfica de evolución demográfica de Colmenar de Montemayor entre 1842 y 2021 |
| |
| Población de derecho según los censos de población del INE. Población de hecho según los censos de población del INE.En estos censos se denominaba Colmenar: 1842, 1857, 1860, 1877, 1887, 1897, 1900 y 1910. |

Según el Instituto Nacional de Estadística, Colmenar tenía, a 31 de diciembre de 2018, una población total de 182 habitantes, de los cuales 103 eran hombres y 79 mujeres. Respecto al año 2000, el censo refleja 273 habitantes, de los cuales 153 eran hombres y 120 mujeres. Por lo tanto, la pérdida de población en el municipio para el periodo 2000-2018 ha sido de 91 habitantes, un 33% de descenso.

### Economía
Debido al rico suelo formado por cuarcitas de un origen volcánico muy antiguo; es un buen suelo para cultivar cereales, vid y olivos; y gracias a los grandes pastos que domina todo el territorio, la ganadería bovina es la más importante de Colmenar.

## Administración y política

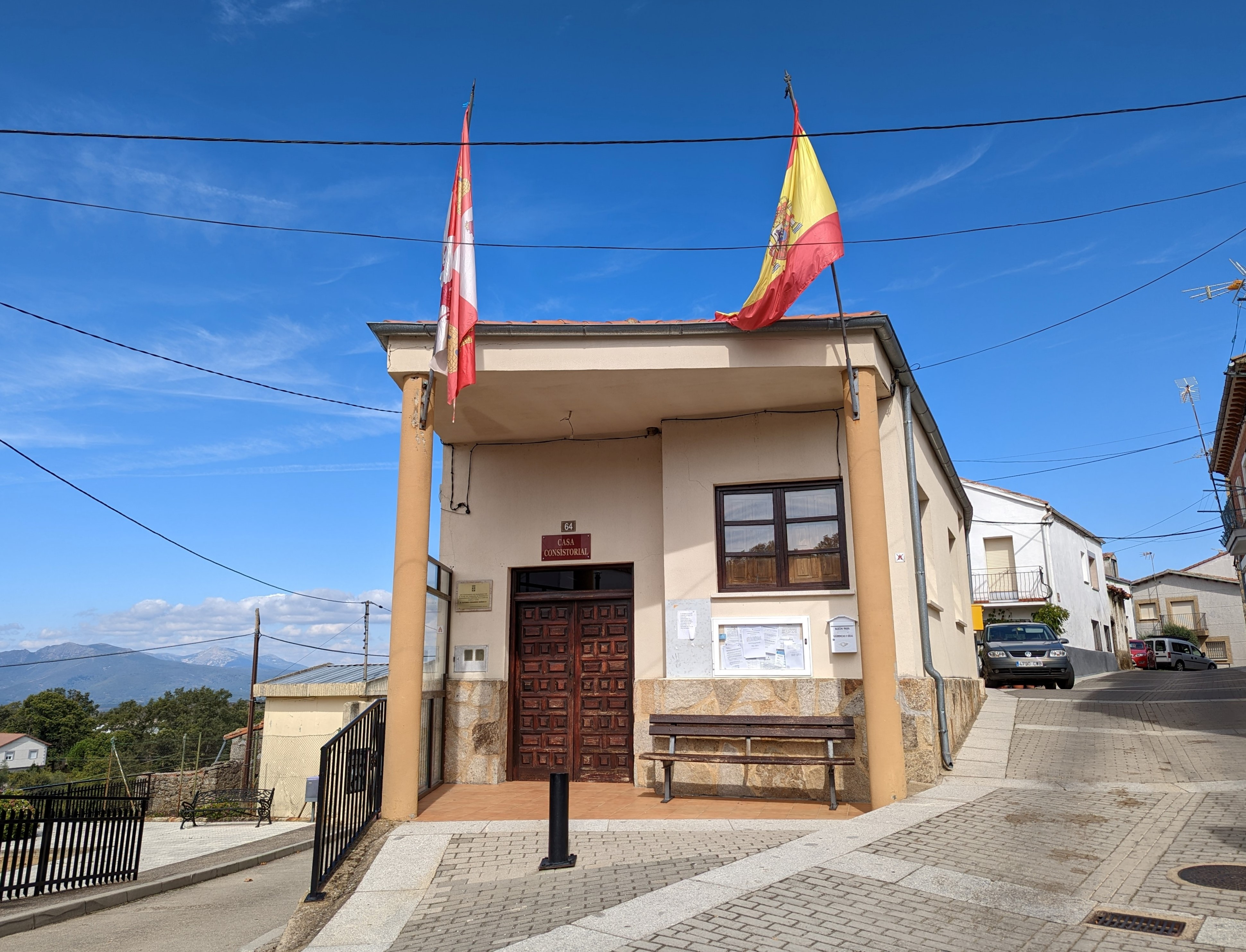
Casa consistorial

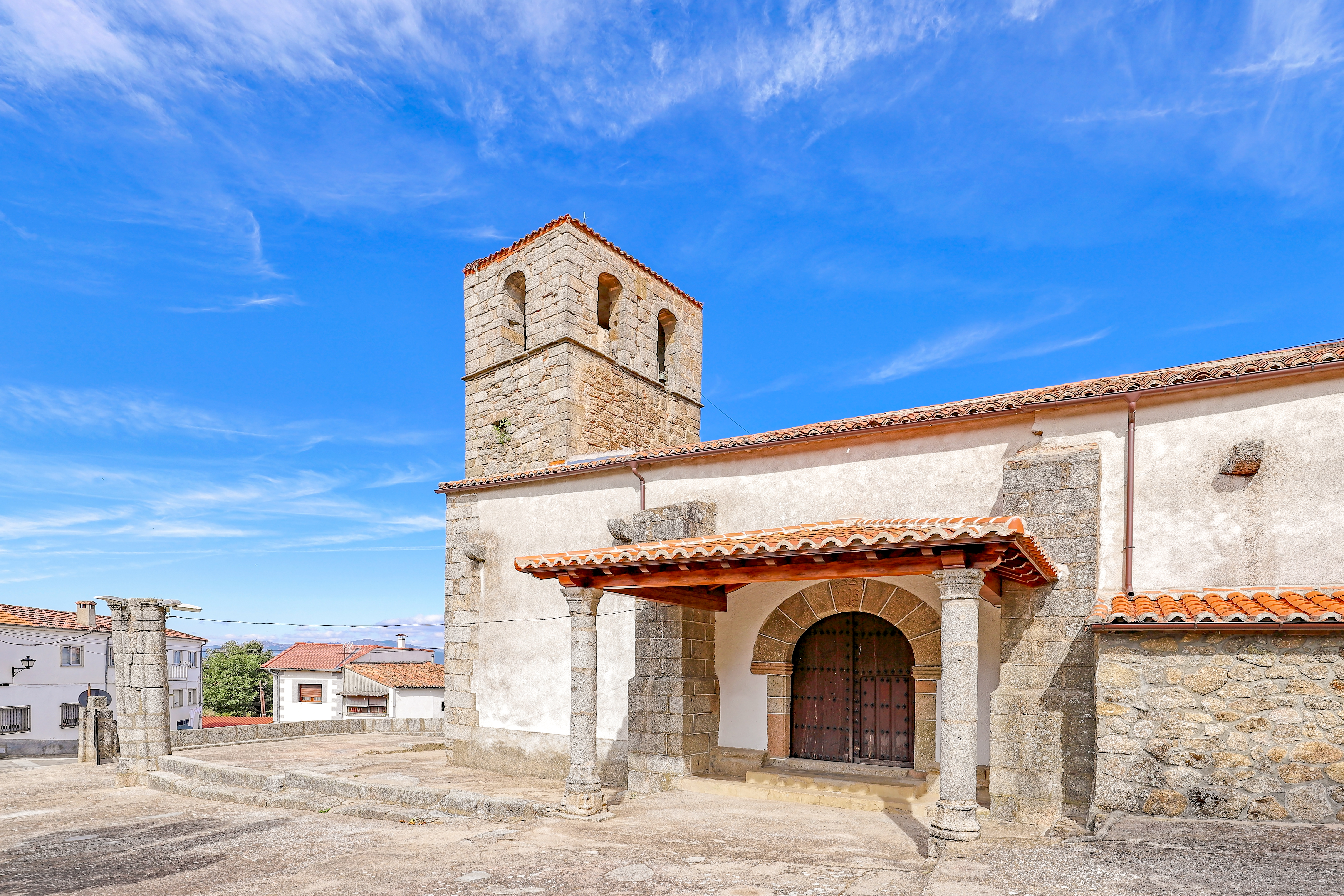
Iglesia de Nuestra Señora de la Asunción

| Partido político                         | 2019  | 2019  | 2019       | 2015  | 2015  | 2015       | 2011  | 2011  | 2011       | 2007  | 2007  | 2007       | 2003  | 2003  | 2003       |
| Partido político                         | %     | Votos | Concejales | %     | Votos | Concejales | %     | Votos | Concejales | %     | Votos | Concejales | %     | Votos | Concejales |
| Partido Popular (PP)                     | 41,67 | 60    | 3          | 54,23 | 77    | 4          | 75,86 | 110   | 4          | 60,00 | 102   | 4          | 56,42 | 123   | 4          |
| Ciudadanos (Cs)                          | 31,25 | 45    | 2          | —     | —     | —          | —     | —     | —          | —     | —     | —          | —     | —     |            |
| Partido Socialista Obrero Español (PSOE) | 22,92 | 33    | 0          | 41,55 | 59    | 1          | 37,24 | 54    | 1          | 17,06 | 29    | 1          | 26,92 | 28    | 1          |
| Unión del Pueblo Salmantino (UPSa)       | —     | —     | —          | —     | —     | —          | —     | —     | —          | —     | —     | —          | 43,58 | 95    | 3          |

## Cultura

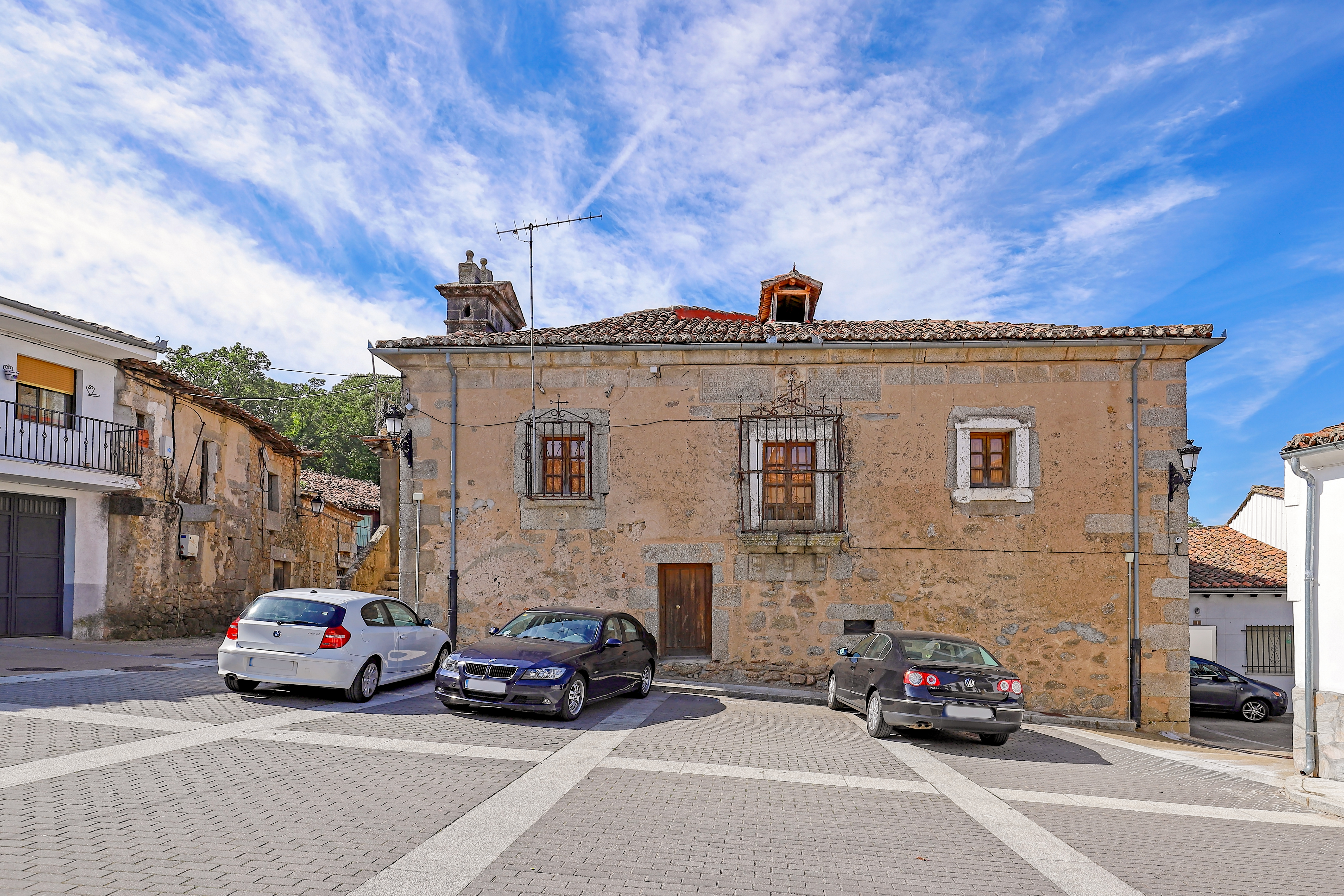
Casa del Chantre

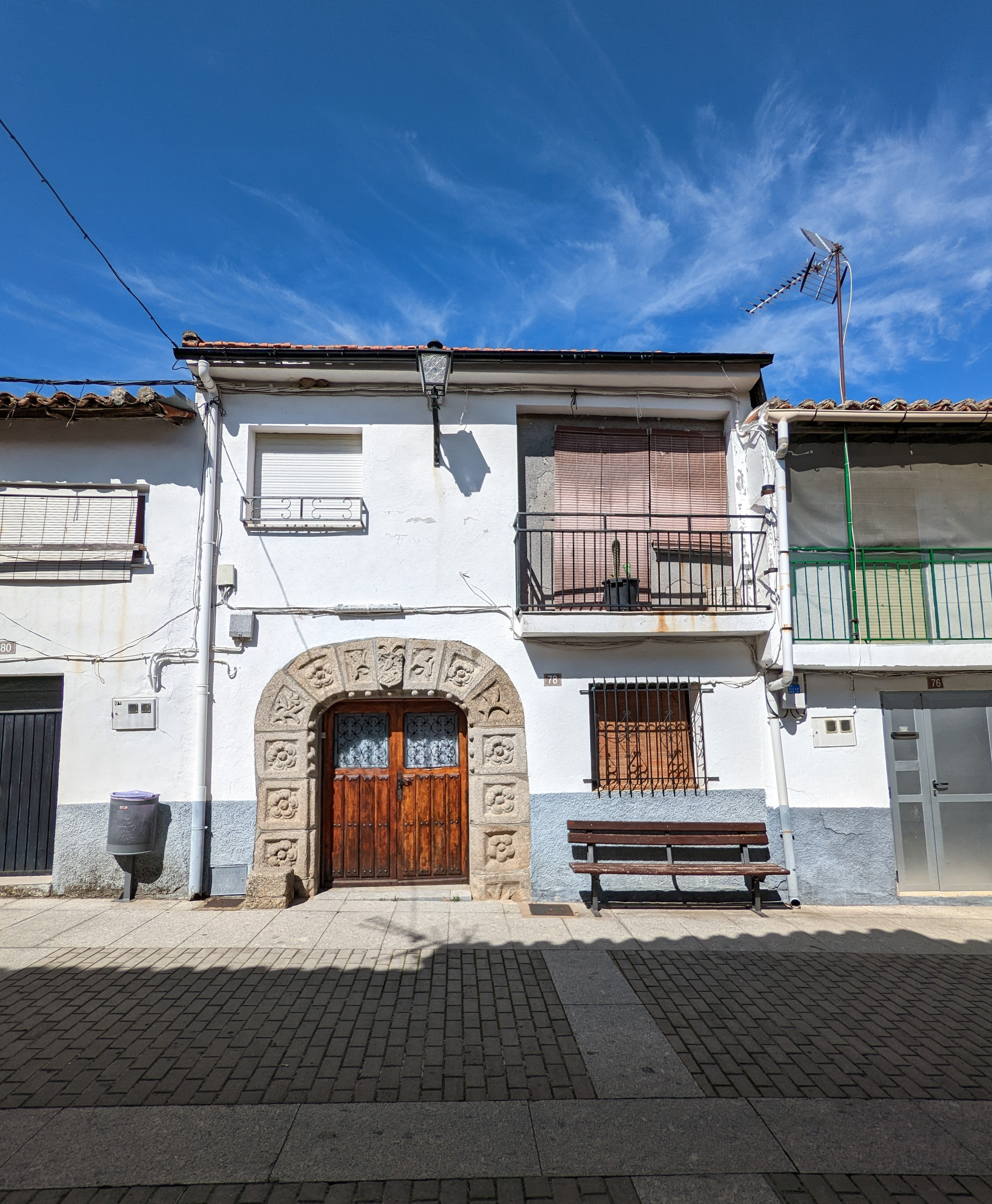
Casa del Hidalgo

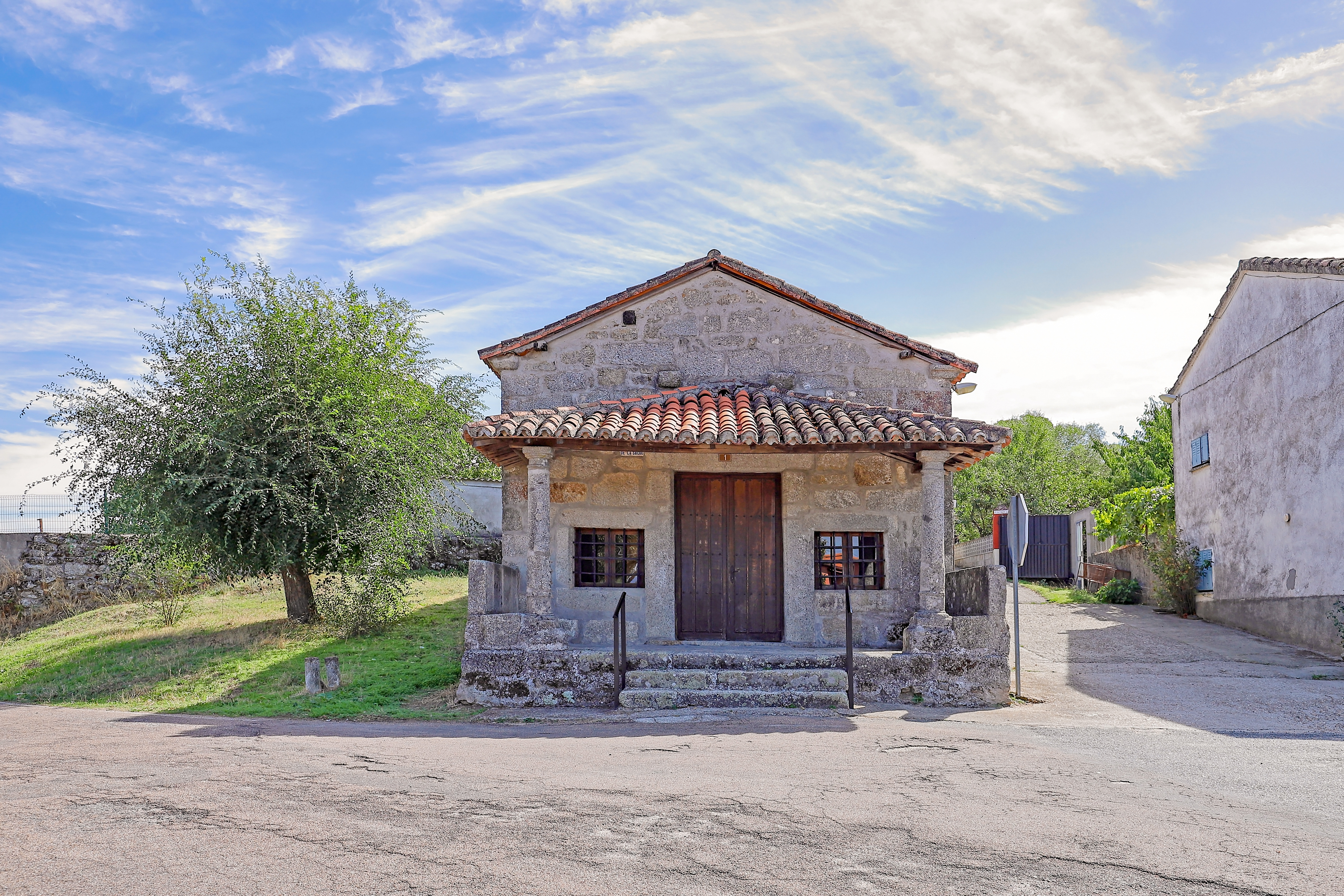
Ermita del Cristo

### Patrimonio
- Iglesia de Nuestra Señora de la Asunción. Su factura data según Álvarez Villar de entre los siglos XIII y XIV, habiendo sido reformada posteriormente.[10] En ella sorprenden sus dimensiones y especialmente su retablo, originalmente recubierto con pan de oro. Alrededor de las fachadas sur y oeste está el conocido como El Portal, una zona considerablemente amplia delimitada por una pared, muro de contención, de piedras de cantería.
- Casa del Hidalgo. Situada en la calle Larga data de finales del siglo XV o principios del XVI, destacando su portada.[11]
- Casa del Chantre. Se sitúa en la Plaza Mayor, habiendo sido construida en el siglo XVII por Juan Sánchez Grande de Antequera, canónigo de la Catedral de Coria que fundó la capellanía de Colmenar. En ella destaca su chimenea, así como el escudo que preside la fachada flanqueado de dos inscripciones en piedra.[12]
- Ermita del Cristo. Se sitúa entrando en Colmenar por su acceso noreste.
- Ermita de Nuestra Señora de la Consolación. Situada junto a la presa del molino de agua, se encuentra en estado ruinoso, aunque aún pueden verse restos de la antigua edificación, que perteneció a la orden de los Agustinos Recoletos hasta las desamortizaciones liberales del siglo XIX.[3]

### Fiestas
El 14 de septiembre son sus fiestas. Se celebra una importante romería en que saca al Cristo de la Salud de su capilla, y lo pasean por las calles de la villa.